# Okaya

Okaya (岡谷市 Okaya-shi?) este un municipiu din Japonia, prefectura Nagano.